# Сава Бохињка
Сава Бохињка је река у северозападној Словенији, која спајањем са Савом Долинком формира реку Саву.
Сава Бохињка извире из Бохињског језера. Из језера истиче речица Језерница и након 100 м се спаја с потоком Мостница, која долази из долине Вој, и праве реку Саву Бохињку. Река је дуга 31 km, а има слив 381 km². Сава Бихињка протиче кроз насеља Бохињска Бистрица, Бохињска Бела, и у близини Бледског језера, да би се спојила са реком Савом Долинком у близини насеља Радовљица, те заједно формирају реку Саву.
У Бохињско језеро улива се поток Савица, који се напаја водом из Долине Триглавских језера. На Савици се налази познати 60 м висок водопад Слап Савица.